# Caenohalictus baeri
Caenohalictus baeri är en biart som först beskrevs av Joseph Vachal 1904.  Caenohalictus baeri ingår i släktet Caenohalictus och familjen vägbin. Inga underarter finns listade.